# Ryan Preece
Statistiques en NASCAR Cup Series
Dernière mise à jour : 20 Juillet 2025 
Ryan Jeffrey Preece, est un pilote automobile professionnel américain de NASCAR né le 25 octobre 1990 à Berlin dans l'État du Connecticut aux États-Unis.
Depuis la saison 2019, il participe à temps plein au championnat de la NASCAR Cup Series et depuis 2023, pilote la voiture Ford Mustang no 41 de l'écurie Stewart-Haas Racing,.
Auparavant, il a piloté en ARCA Menards Series East (en) et West (en),. Il est également un vétéran de la NASCAR Whelen Modified Tour (en) dont il remporte le championnat en 2013 après y avoir été vice-champion en 2009 et 2012. Il a également pris part à plusieurs courses de l'ancienne NASCAR Whelen Southern Modified Tour (en).

## Palmarès

### Titres
- Champion 2013 en NASCAR Whelen Modified Tour (en)[6].

### NASCAR Cup Series
| Légende  | Légende |
| -------- | --- |
| Gras     | Pole position décernée en fonction du temps réalisé en qualification.                                                                     |
| Italique | Pole position décernée en fonction des points au classement ou des temps aux essais.                                                      |
| *        | Plus grand nombre de tours menés. |
| 01       | Aucun point de championnat car inéligible pour le titre lors de cette saison (le pilote concourt pour le titre dans une autre catégorie). |
| DNQ      | Ne s'est pas qualifié. |
| Résultats en NASCAR Cup Series | Résultats en NASCAR Cup Series | Résultats en NASCAR Cup Series | Résultats en NASCAR Cup Series | Résultats en NASCAR Cup Series | Résultats en NASCAR Cup Series | Résultats en NASCAR Cup Series | Résultats en NASCAR Cup Series | Résultats en NASCAR Cup Series | Résultats en NASCAR Cup Series | Résultats en NASCAR Cup Series | Résultats en NASCAR Cup Series | Résultats en NASCAR Cup Series | Résultats en NASCAR Cup Series | Résultats en NASCAR Cup Series | Résultats en NASCAR Cup Series | Résultats en NASCAR Cup Series | Résultats en NASCAR Cup Series | Résultats en NASCAR Cup Series | Résultats en NASCAR Cup Series | Résultats en NASCAR Cup Series | Résultats en NASCAR Cup Series | Résultats en NASCAR Cup Series | Résultats en NASCAR Cup Series | Résultats en NASCAR Cup Series | Résultats en NASCAR Cup Series | Résultats en NASCAR Cup Series | Résultats en NASCAR Cup Series | Résultats en NASCAR Cup Series | Résultats en NASCAR Cup Series | Résultats en NASCAR Cup Series | Résultats en NASCAR Cup Series | Résultats en NASCAR Cup Series | Résultats en NASCAR Cup Series | Résultats en NASCAR Cup Series | Résultats en NASCAR Cup Series | Résultats en NASCAR Cup Series | Résultats en NASCAR Cup Series | Résultats en NASCAR Cup Series | Résultats en NASCAR Cup Series | Résultats en NASCAR Cup Series | Résultats en NASCAR Cup Series |
| ------------------------------ | ------------------------------ | ------------------------------ | ------------------------------ | ------------------------------ | ------------------------------ | ------------------------------ | ------------------------------ | ------------------------------ | ------------------------------ | ------------------------------ | ------------------------------ | ------------------------------ | ------------------------------ | ------------------------------ | ------------------------------ | ------------------------------ | ------------------------------ | ------------------------------ | ------------------------------ | ------------------------------ | ------------------------------ | ------------------------------ | ------------------------------ | ------------------------------ | ------------------------------ | ------------------------------ | ------------------------------ | ------------------------------ | ------------------------------ | ------------------------------ | ------------------------------ | ------------------------------ | ------------------------------ | ------------------------------ | ------------------------------ | ------------------------------ | ------------------------------ | ------------------------------ | ------------------------------ | ------------------------------ | ------------------------------ |
| Année                          | Équipe                         | No.                            | Constructeur                   | 1                              | 2                              | 3                              | 4                              | 5                              | 6                              | 7                              | 8                              | 9                              | 10                             | 11                             | 12                             | 13                             | 14                             | 15                             | 16                             | 17                             | 18                             | 19                             | 20                             | 21                             | 22                             | 23                             | 24                             | 25                             | 26                             | 27                             | 28                             | 29                             | 30                             | 31                             | 32                             | 33                             | 34                             | 35                             | 36                             | Clas.                          | Pts                            |
| 2015                           | Premium Motorsports            | 98                             | Chevrolet                      | DAY                            | ATL                            | LVS                            | PHO                            | CAL                            | MAR                            | TEX                            | BRI                            | RCH                            | TAL                            | KAN                            | CLT                            | DOV                            | POC                            | MCH                            | SON                            | DAY                            | KEN                            | NHA                            | IND                            | POC                            | GLN                            | MCH                            | BRI                            | DAR                            | RCH                            | CHI                            | NHA 32                         | DOV                            | CLT                            | KAN                            | TAL                            |                                | TEX 36                         |                                | HOM 38                         | 44e                            | 35                             |
| 2015                           | Premium Motorsports            | 98                             | Ford                           |                                |                                |                                |                                |                                |                                |                                |                                |                                |                                |                                |                                |                                |                                |                                |                                |                                |                                |                                |                                |                                |                                |                                |                                |                                |                                |                                |                                |                                |                                |                                |                                | MAR 42                         |                                | PHO 37                         |                                | 44e                            | 35                             |
| 2019                           | JTG Daugherty Racing           | 47                             | Chevrolet                      | DAY 8                          | ATL 35                         | LVS 25                         | PHO 34                         | CAL 23                         | MAR 16                         | TEX 22                         | BRI 25                         | RCH 20                         | TAL 3                          | DOV 28                         | KAN 25                         | CLT 31                         | POC 23                         | MCH 25                         | SON 29                         | CHI 28                         | DAY 32                         | KEN 21                         | NHA 21                         | POC 37                         | GLN 36                         | MCH 7                          | BRI 18                         | DAR 22                         | IND 16                         | LVS 27                         | RCH 32                         | ROV 21                         | DOV 19                         | TAL 18                         | KAN 12                         | MAR 19                         | TEX 23                         | PHO 26                         | HOM 25                         | 26e                            | 495                            |
| 2020                           | JTG Daugherty Racing           | 37                             | Chevrolet                      | DAY 29                         | LVS 37                         | CAL 30                         | PHO 18                         | DAR 20                         | DAR 39                         | CLT 22                         | CLT 24                         | BRI 12                         | ATL 26                         | MAR 26                         | HOM 24                         | TAL 15                         | POC 20                         | POC 25                         | IND 40                         | KEN 38                         | TEX 40                         | KAN 34                         | NHA 16                         | MCH 25                         | MCH 16                         | DRC 23                         | DOV 25                         | DOV 26                         | DAY 37                         | DAR 17                         | RCH 20                         | BRI 9                          | LVS 19                         | TAL 10                         | ROV 14                         | KAN 29                         | TEX 18                         | MAR 19                         | PHO 34                         | 29e                            | 477                            |
| 2021                           | JTG Daugherty Racing           | 37                             | Chevrolet                      | DAY 6                          | DRC 9                          | HOM 21                         | LVS 15                         | PHO 26                         | ATL 25                         | BRD 18                         | MAR 36                         | RCH 29                         | TAL 14                         | KAN 32                         | DAR 25                         | DOV 18                         | COA 15                         | CLT 26                         | SON 21                         | NSH 32                         | POC 23                         | POC 8                          | ROA 40                         | ATL 25                         | NHA 22                         | GLN 28                         | IRC 35                         | MCH 21                         | DAY 4                          | DAR 12                         | RCH 25                         | BRI 17                         | LVS 28                         | TAL 32                         | ROV 19                         | TEX 36                         | KAN 21                         | MAR 36                         | PHO 20                         | 27e                            | 55                             |
| 2022                           | Rick Ware Racing               | 15                             | Ford                           | DAY                            | CAL                            | LVS                            | PHO                            | ATL                            | COA                            | RCH                            | MAR                            | BRD                            | TAL                            | DOV 25                         | DAR                            | KAN                            | CLT 37                         | GTW                            | SON                            | NSH                            | ROA                            | ATL                            | NHA                            | POC                            | IRC                            | MCH                            | RCH                            | GLN                            | DAY                            | DAR                            | KAN                            | BRI                            | TEX                            | TAL                            | ROV                            | LVS                            | HOM                            | MAR                            | PHO                            | 55e                            | 01                             |
| 2023                           | Stewart-Haas Racing            | 41                             | Ford                           | DAY 36                         | CAL 33                         | LVS 23                         | PHO 12                         | ATL 28                         | COA 32                         | RCH 18                         | BRD 24                         | MAR 15*                        | TAL 34                         | DOV 17                         | KAN 27                         | DAR 15                         | CLT 13                         | GTW 17                         | SON 13                         | NSH 16                         | CSC 15                         | ATL 24                         | NHA 28                         | POC 31                         | RCH 5                          | MCH 22                         | IRC 31                         | GLN 17                         | DAY 31                         | DAR 28                         | KAN 18                         | BRI 12                         | TEX 23                         | TAL 8                          | ROV 11                         | LVS 26                         | HOM 13                         | MAR 20                         | PHO 14                         | 23e                            | 637                            |
| 2024                           | Stewart-Haas Racing            | 41                             | Ford                           | DAY 23                         | ATL 16                         | LVS 23                         | PHO 23                         | BRI 14                         | COA 23                         | RCH 28                         | MAR 9                          | TEX 12                         | TAL 14                         | DOV 37                         | KAN 28                         | DAR 17                         | CLT 26                         | GTW 29                         | SON 18                         | IOW 27                         | NHA 11                         | NSH 4                          | CSC 34                         | POC 30                         | IND 26                         | RCH 25                         | MCH 11                         | DAY 39                         | DAR 12                         | ATL 18                         | GLN 9                          | BRI 7                          | KAN 16                         | TAL 35                         | ROV 25                         | LVS 22                         | HOM 10                         | MAR 14                         | PHO 37                         | 26e                            | 584                            |
| 2025                           | RFK Racing                     | 60                             | Ford                           | DAY 32                         | ATL 18                         | COA 33                         | PHO 15                         | LVS 3                          | HOM 9                          | MAR 7                          | DAR 26                         | BRI 20                         | TAL 38                         | TEX 29                         | KAN 7                          | CLT 9                          | NSH 28                         | MCH 9                          | MXC 15                         | POC 8                          | ATL 15                         | CSC 7                          | SON 12                         | DOV 19                         | IND                            | IOW                            | GLN                            | RCH                            | DAY                            | DAR                            | GTW                            | BRI                            | NHA                            | KAN                            | ROV                            | LVS                            | TAL                            | MAR                            | PHO                            | E.C.                           | E.C.                           |
| Résultats au Daytona 500 | Résultats au Daytona 500 | Résultats au Daytona 500 | Résultats au Daytona 500 | Résultats au Daytona 500 |
| ------------------------ | ------------------------ | ------------------------ | ------------------------ | ------------------------ |
| Année                    | L'équipe                 | Fabricant                | Position                 | Position                 |
| Année                    | L'équipe                 | Fabricant                | Départ                   | Arrivée                  |
| 2019                     | JTG Daugherty Racing     | Chevrolet                | 21                       | 8                        |
| 2020                     | JTG Daugherty Racing     | Chevrolet                | 31                       | 29                       |
| 2021                     | JTG Daugherty Racing     | Chevrolet                | 11                       | 6                        |
| 2023                     | Stewart-Haas Racing      | Ford                     | 20                       | 36                       |
| 2024                     | Stewart-Haas Racing      | Ford                     | 25                       | 23                       |
| RFK Racing               | 2025                     | Ford                     | 27                       | 32                       |
Au 21 juillet 2025, il a participé à 206 courses réparties sur 8 saisons.
- Voiture en 2025 : no 60
- Écurie : RFK Racing
- Résultat saison 2024 : 26e[11]
- Meilleur classement en fin de saison : 23e en 2023
- 1re course : Sylvania 300 2015 (à Loudon)
- Première victoire : -
- Dernière victoire : -
- Victoire(s) : 0
- Top5 : 5
- Top10 : 24
- Pole position : 1

### NASCAR Xfinity Series
| Légende  | Légende |
| -------- | --- |
| Gras     | Pole position décernée en fonction du temps réalisé en qualification.                                                                     |
| Italique | Pole position décernée en fonction des points au classement ou des temps aux essais.                                                      |
| *        | Plus grand nombre de tours menés. |
| 01       | Aucun point de championnat car inéligible pour le titre lors de cette saison (le pilote concourt pour le titre dans une autre catégorie). |
| DNQ      | Ne s'est pas qualifié. |
| Résultats en NASCAR Xfinity Series | Résultats en NASCAR Xfinity Series | Résultats en NASCAR Xfinity Series | Résultats en NASCAR Xfinity Series | Résultats en NASCAR Xfinity Series | Résultats en NASCAR Xfinity Series | Résultats en NASCAR Xfinity Series | Résultats en NASCAR Xfinity Series | Résultats en NASCAR Xfinity Series | Résultats en NASCAR Xfinity Series | Résultats en NASCAR Xfinity Series | Résultats en NASCAR Xfinity Series | Résultats en NASCAR Xfinity Series | Résultats en NASCAR Xfinity Series | Résultats en NASCAR Xfinity Series | Résultats en NASCAR Xfinity Series | Résultats en NASCAR Xfinity Series | Résultats en NASCAR Xfinity Series | Résultats en NASCAR Xfinity Series | Résultats en NASCAR Xfinity Series | Résultats en NASCAR Xfinity Series | Résultats en NASCAR Xfinity Series | Résultats en NASCAR Xfinity Series | Résultats en NASCAR Xfinity Series | Résultats en NASCAR Xfinity Series | Résultats en NASCAR Xfinity Series | Résultats en NASCAR Xfinity Series | Résultats en NASCAR Xfinity Series | Résultats en NASCAR Xfinity Series | Résultats en NASCAR Xfinity Series | Résultats en NASCAR Xfinity Series | Résultats en NASCAR Xfinity Series | Résultats en NASCAR Xfinity Series | Résultats en NASCAR Xfinity Series | Résultats en NASCAR Xfinity Series | Résultats en NASCAR Xfinity Series | Résultats en NASCAR Xfinity Series | Résultats en NASCAR Xfinity Series | Résultats en NASCAR Xfinity Series |
| ---------------------------------- | ---------------------------------- | ---------------------------------- | ---------------------------------- | ---------------------------------- | ---------------------------------- | ---------------------------------- | ---------------------------------- | ---------------------------------- | ---------------------------------- | ---------------------------------- | ---------------------------------- | ---------------------------------- | ---------------------------------- | ---------------------------------- | ---------------------------------- | ---------------------------------- | ---------------------------------- | ---------------------------------- | ---------------------------------- | ---------------------------------- | ---------------------------------- | ---------------------------------- | ---------------------------------- | ---------------------------------- | ---------------------------------- | ---------------------------------- | ---------------------------------- | ---------------------------------- | ---------------------------------- | ---------------------------------- | ---------------------------------- | ---------------------------------- | ---------------------------------- | ---------------------------------- | ---------------------------------- | ---------------------------------- | ---------------------------------- | ---------------------------------- |
| Année                              | Équipe                             | No.                                | Constructeur                       | 1                                  | 2                                  | 3                                  | 4                                  | 5                                  | 6                                  | 7                                  | 8                                  | 9                                  | 10                                 | 11                                 | 12                                 | 13                                 | 14                                 | 15                                 | 16                                 | 17                                 | 18                                 | 19                                 | 20                                 | 21                                 | 22                                 | 23                                 | 24                                 | 25                                 | 26                                 | 27                                 | 28                                 | 29                                 | 30                                 | 31                                 | 32                                 | 33                                 | Clas.                              | Pts                                |
| 2013                               | Tommy Baldwin Racing               | 8                                  | Chevrolet                          | DAY                                | PHO                                | LVS                                | BRI                                | CAL                                | TEX                                | RCH                                | TAL                                | DAR                                | CLT                                | DOV                                | IOW                                | MCH                                | ROA                                | KEN                                | DAY                                | NHA 24                             | CHI                                | IND                                | IOW                                | GLN                                | MOH                                | BRI                                | ATL                                | RCH                                | CHI                                | KEN                                | DOV                                | KAN                                | CLT                                | TEX                                | PHO                                | HOM                                | 72e                                | 20                                 |
| 2014                               | Tommy Baldwin Racing               | 36                                 | Chevrolet                          | DAY                                | PHO                                | LVS                                | BRI                                | CAL                                | TEX                                | DAR                                | RCH                                | TAL                                | IOW                                | CLT                                | DOV                                | MCH                                | ROA                                | KEN                                | DAY                                | NHA 14                             | CHI                                | IND                                | IOW                                | GLN                                | MOH                                | BRI                                | ATL                                | RCH                                | CHI                                | KEN                                | DOV                                | KAN                                | CLT                                | TEX                                | PHO                                | HOM 28                             | 53e                                | 46!                                |
| 2016                               | JD Motorsports                     | 01                                 | Chevrolet                          | DAY 40                             | ATL 22                             | LVS 18                             | PHO 21                             | CAL 25                             | TEX 28                             | BRI 19                             | RCH 23                             | TAL 15                             | DOV 39                             | CLT 22                             | POC 17                             | MCH 19                             | IOW 32                             | DAY 34                             | KEN 15                             | NHA 19                             | IND 25                             | IOW 34                             | GLN 27                             | MOH 17                             | BRI 15                             | ROA 11                             | DAR 10                             | RCH 26                             | CHI 17                             | KEN 30                             | DOV 18                             | CLT 23                             | KAN 32                             | TEX 22                             | PHO 22                             | HOM 21                             | 17e                                | 597                                |
| 2017                               | Joe Gibbs Racing                   | 20                                 | Toyota                             | DAY                                | ATL                                | LVS                                | PHO                                | CAL                                | TEX                                | BRI                                | RCH                                | TAL                                | CLT                                | DOV                                | POC                                | MCH                                | IOW                                | DAY                                | KEN                                | NHA 2                              | IND                                | IOW 1*                             | GLN                                | MOH                                | BRI                                | ROA                                | DAR                                | RCH                                | CHI                                | KEN 4                              | DOV                                | CLT                                | KAN                                | TEX                                | PHO                                |                                    | 29e                                | 202                                |
| 2017                               | Joe Gibbs Racing                   | 18                                 | Toyota                             |                                    |                                    |                                    |                                    |                                    |                                    |                                    |                                    |                                    |                                    |                                    |                                    |                                    |                                    |                                    |                                    |                                    |                                    |                                    |                                    |                                    |                                    |                                    |                                    |                                    |                                    |                                    |                                    |                                    |                                    |                                    |                                    | HOM 5                              | 29e                                | 202                                |
| 2018                               | Joe Gibbs Racing                   | 18                                 | Toyota                             | DAY                                | ATL                                | LVS                                | PHO                                | CAL 9                              | TEX 5                              | BRI 1                              | RCH                                | TAL                                | DOV                                | CLT                                | POC                                | MCH                                | IOW                                | CHI                                | DAY 39                             | KEN                                | NHA 3                              | IOW                                | GLN 4                              | MOH                                | BRI                                | ROA                                | DAR                                | IND 28                             | LVS 6                              | RCH 18                             | ROV 4                              | DOV 4                              | KAN 21                             | TEX 31                             | PHO 5                              | HOM 6                              | 21e                                | 483                                |
| 2019                               | JR Motorsports                     | 8                                  | Chevrolet                          | DAY                                | ATL 7                              | LVS                                | PHO                                | CAL 8                              | TEX                                | BRI                                | RCH                                | TAL                                | DOV                                | CLT                                | POC 4                              | MCH                                | IOW                                | CHI                                | DAY                                | KEN                                | NHA                                | IOW                                | GLN 10                             | MOH                                | BRI                                | ROA                                | DAR                                | IND                                | LVS                                | RCH                                | ROV                                | DOV                                | KAN                                | TEX                                | PHO                                | HOM                                | 86e                                | 01                                 |
| 2022                               | B. J. McLeod Motorsports           | 5                                  | Ford                               | DAY                                | CAL                                | LVS                                | PHO                                | ATL                                | COA                                | RCH 16                             | MAR                                | TAL                                | DOV                                | DAR                                | TEX                                | CLT 5                              | PIR                                | NSH 6                              | ROA                                | ATL                                | NHA                                | POC                                | IRC                                | MCH                                | GLN                                | DAY                                | DAR                                | KAN                                | BRI                                | TEX                                | TAL                                | ROV                                | LVS                                | HOM                                | MAR                                | PHO                                | 82e                                | 01                                 |
Au 21 juillet 2025, il a participé à 62 courses réparties sur 7 saisons :
- Dernière saison : Voiture Ford no 5 de la B. J. McLeod Motorsports en 2022
- Résultat dernière saison : 82e en 2022
- Meilleur classement en fin de saison : 17e en 2016
- Première course : CNBC Prime's "The Profit" 200 de 2013 à Loudon
- Dernière course : Tennessee Lottery 250 de 2022 à Nashville
- Première victoire : U.S. Cellular 250 de 2017 à Iowa
- Dernière victoire : Fitzgerald Glider Kits 300 de 2018 à Bristol
- Victoire(s) : 2
- Top5 : 13
- Top10 : 21
- Pole position : 1

### NASCAR Truck Series
| Légende  | Légende |
| -------- | --- |
| Gras     | Pole position décernée en fonction du temps réalisé en qualification.                                                                     |
| Italique | Pole position décernée en fonction des points au classement ou des temps aux essais.                                                      |
| *        | Plus grand nombre de tours menés. |
| 01       | Aucun point de championnat car inéligible pour le titre lors de cette saison (le pilote concourt pour le titre dans une autre catégorie). |
| DNQ      | Ne s'est pas qualifié. |
| Résultats en NASCAR Camping World Truck Series | Résultats en NASCAR Camping World Truck Series | Résultats en NASCAR Camping World Truck Series | Résultats en NASCAR Camping World Truck Series | Résultats en NASCAR Camping World Truck Series | Résultats en NASCAR Camping World Truck Series | Résultats en NASCAR Camping World Truck Series | Résultats en NASCAR Camping World Truck Series | Résultats en NASCAR Camping World Truck Series | Résultats en NASCAR Camping World Truck Series | Résultats en NASCAR Camping World Truck Series | Résultats en NASCAR Camping World Truck Series | Résultats en NASCAR Camping World Truck Series | Résultats en NASCAR Camping World Truck Series | Résultats en NASCAR Camping World Truck Series | Résultats en NASCAR Camping World Truck Series | Résultats en NASCAR Camping World Truck Series | Résultats en NASCAR Camping World Truck Series | Résultats en NASCAR Camping World Truck Series | Résultats en NASCAR Camping World Truck Series | Résultats en NASCAR Camping World Truck Series | Résultats en NASCAR Camping World Truck Series | Résultats en NASCAR Camping World Truck Series | Résultats en NASCAR Camping World Truck Series | Résultats en NASCAR Camping World Truck Series | Résultats en NASCAR Camping World Truck Series | Résultats en NASCAR Camping World Truck Series | Résultats en NASCAR Camping World Truck Series | Résultats en NASCAR Camping World Truck Series |
| ---------------------------------------------- | ---------------------------------------------- | ---------------------------------------------- | ---------------------------------------------- | ---------------------------------------------- | ---------------------------------------------- | ---------------------------------------------- | ---------------------------------------------- | ---------------------------------------------- | ---------------------------------------------- | ---------------------------------------------- | ---------------------------------------------- | ---------------------------------------------- | ---------------------------------------------- | ---------------------------------------------- | ---------------------------------------------- | ---------------------------------------------- | ---------------------------------------------- | ---------------------------------------------- | ---------------------------------------------- | ---------------------------------------------- | ---------------------------------------------- | ---------------------------------------------- | ---------------------------------------------- | ---------------------------------------------- | ---------------------------------------------- | ---------------------------------------------- | ---------------------------------------------- | ---------------------------------------------- |
| Année                                          | Équipe                                         | No.                                            | Constructeur                                   | 1                                              | 2                                              | 3                                              | 4                                              | 5                                              | 6                                              | 7                                              | 8                                              | 9                                              | 10                                             | 11                                             | 12                                             | 13                                             | 14                                             | 15                                             | 16                                             | 17                                             | 18                                             | 19                                             | 20                                             | 21                                             | 22                                             | 23                                             | Clas.                                          | Pts                                            |
| 2021                                           | David Gilliland Racing                         | 17                                             | Ford                                           | DAY                                            | DRC                                            | LVS                                            | ATL                                            | BRD                                            | RCH                                            | KAN                                            | DAR                                            | COA                                            | CLT                                            | TEX                                            | NSH 1                                          | POC 9                                          | KNX                                            | GLN                                            | GTW                                            | DAR                                            | BRI                                            | LVS                                            | TAL                                            | MAR                                            | PHO                                            |                                                | 94e                                            | 01                                             |
| 2022                                           | David Gilliland Racing                         | 17                                             | Ford                                           | DAY                                            | LVS 4                                          | ATL 7                                          | COA                                            | MAR                                            | BRD                                            | DAR 7                                          | KAN                                            | TEX 3                                          | CLT 11                                         | GTW                                            | SON                                            | KNO                                            | NSH 1*                                         | MOH                                            | POC 2                                          | IRP                                            | RCH                                            | KAN 3                                          | BRI                                            | TAL 4                                          | HOM 4                                          | PHO                                            | 18e                                            | 410                                            |
Au 21 juillet 2025, il a participé à 12 courses réparties sur 2 saisons :
- Dernière saison : Voiture Ford no 17 de la David Gilliland Racing en 2022
- Résultat dernière saison : 18e en 2022
- Meilleur classement en fin de saison : 18e en 2022
- Première course : Rackley Roofing 200 de 2021 à Nashville
- Dernière course : Baptist Health 200 de 2022 à Homestead
- Première victoire : Rackley Roofing 200 de 2021 à Nashville
- Dernière victoire : Rackley Roofing 200 de 2022 à Nashville
- Victoire(s) : 2
- Top5 : 8
- Top10 : 11
- Pole position : 1

### NASCAR Whelen Modified Tour
| Légende  | Légende |
| -------- | --- |
| Gras     | Pole position décernée en fonction du temps réalisé en qualification.                                                                     |
| Italique | Pole position décernée en fonction des points au classement ou des temps aux essais.                                                      |
| *        | Plus grand nombre de tours menés. |
| 01       | Aucun point de championnat car inéligible pour le titre lors de cette saison (le pilote concourt pour le titre dans une autre catégorie). |
| DNQ      | Ne s'est pas qualifié. |
| Résultats en NASCAR Whelen Modified Tour | Résultats en NASCAR Whelen Modified Tour | Résultats en NASCAR Whelen Modified Tour | Résultats en NASCAR Whelen Modified Tour | Résultats en NASCAR Whelen Modified Tour | Résultats en NASCAR Whelen Modified Tour | Résultats en NASCAR Whelen Modified Tour | Résultats en NASCAR Whelen Modified Tour | Résultats en NASCAR Whelen Modified Tour | Résultats en NASCAR Whelen Modified Tour | Résultats en NASCAR Whelen Modified Tour | Résultats en NASCAR Whelen Modified Tour | Résultats en NASCAR Whelen Modified Tour | Résultats en NASCAR Whelen Modified Tour | Résultats en NASCAR Whelen Modified Tour | Résultats en NASCAR Whelen Modified Tour | Résultats en NASCAR Whelen Modified Tour | Résultats en NASCAR Whelen Modified Tour | Résultats en NASCAR Whelen Modified Tour | Résultats en NASCAR Whelen Modified Tour | Résultats en NASCAR Whelen Modified Tour | Résultats en NASCAR Whelen Modified Tour | Résultats en NASCAR Whelen Modified Tour |
| ---------------------------------------- | ---------------------------------------- | ---------------------------------------- | ---------------------------------------- | ---------------------------------------- | ---------------------------------------- | ---------------------------------------- | ---------------------------------------- | ---------------------------------------- | ---------------------------------------- | ---------------------------------------- | ---------------------------------------- | ---------------------------------------- | ---------------------------------------- | ---------------------------------------- | ---------------------------------------- | ---------------------------------------- | ---------------------------------------- | ---------------------------------------- | ---------------------------------------- | ---------------------------------------- | ---------------------------------------- | ---------------------------------------- |
| Année                                    | Équipe                                   | No.                                      | Constructeur                             | 1                                        | 2                                        | 3                                        | 4                                        | 5                                        | 6                                        | 7                                        | 8                                        | 9                                        | 10                                       | 11                                       | 12                                       | 13                                       | 14                                       | 15                                       | 16                                       | 17                                       | Clas.                                    | Pts                                      |
| 2007                                     | Jeff Preece                              | 40                                       | Chevrolet                                | TMP DNQ                                  | STA DNQ                                  | WTO 27                                   | STA 11                                   | TMP 31                                   | NHA 18                                   | TSA 14                                   | RIV 10                                   | STA 30                                   | TMP 10                                   | MAN 17                                   | MAR 18                                   | NHA 14                                   | TMP 29                                   | STA 31                                   | TMP 7                                    |                                          | 19e                                      | 1573                                     |
| 2008                                     | Jan Boehler                              | 3                                        | Chevrolet                                | TMP 19                                   | STA 29                                   | STA 7                                    | TMP 10                                   | NHA 8                                    | SPE 25                                   | RIV 5                                    | STA 18*                                  | TMP 24                                   | MAN 3                                    | TMP 27                                   | NHA 3                                    | MAR 1*                                   | CHE 18                                   | STA 28                                   | TMP 14                                   |                                          | 10e                                      | 1948                                     |
| 2009                                     | Jan Boehler                              | 3                                        | Chevrolet                                | TMP 4                                    | STA 3                                    | STA 10                                   | NHA 24                                   | SPE 5                                    | RIV 1**                                  | STA 1                                    | BRI 3                                    | TMP 10                                   | NHA 3                                    | MAR 3                                    | STA 3                                    | MP 2                                     |                                          |                                          |                                          |                                          | 2e                                       | 2004                                     |
| 2010                                     | Jan Boehler                              | 3                                        | Chevrolet                                | TMP 2                                    | STA 23                                   | STA 4                                    | MAR 16*                                  | NHA 3                                    | LIM 4                                    | MON 23                                   | RIV 2                                    | STA 16                                   | TMP 22                                   | BRI 8                                    | NHA 20                                   | STA 6                                    | TMP 2                                    |                                          |                                          |                                          | 6e                                       | 1933                                     |
| 2011                                     | John Lukosavage                          | 11                                       | Ford                                     | TMP 4                                    | STA 17                                   | STA 24                                   | MON                                      | TMP                                      |                                          |                                          |                                          |                                          |                                          |                                          |                                          |                                          |                                          |                                          |                                          |                                          | 22e                                      | 1310                                     |
| 2011                                     | Jeff Preece                              | 40                                       | Chevrolet                                |                                          |                                          |                                          |                                          |                                          | NHA 26                                   |                                          |                                          | NHA 7                                    | BRI                                      | DEL                                      | TMP 3                                    | LIM                                      | NHA 14                                   | STA 2                                    |                                          |                                          | 22e                                      | 1310                                     |
| 2011                                     | Barbara Park                             | 20                                       | Chevrolet                                |                                          |                                          |                                          |                                          |                                          |                                          | RIV 4                                    | STA                                      |                                          |                                          |                                          |                                          |                                          |                                          |                                          |                                          |                                          | 22e                                      | 1310                                     |
| 2011                                     | Eric Sanderson                           | 16                                       | Ford                                     |                                          |                                          |                                          |                                          |                                          |                                          |                                          |                                          |                                          |                                          |                                          |                                          |                                          |                                          |                                          | TMP 26                                   |                                          | 22e                                      | 1310                                     |
| 2012                                     | Eric Sanderson                           | 16                                       | Ford                                     | TMP 16*                                  | STA 2*                                   | MON 1**                                  | STA 11                                   | WAT 3                                    | NHA 12                                   | STA 6                                    | TMP 17                                   | BRI 3                                    | TMP 3*                                   | RIV 1*                                   | NHA 10                                   | STA 5                                    | TMP 2*                                   |                                          |                                          |                                          | 2e                                       | 545                                      |
| 2013                                     | Eric Sanderson                           | 16                                       | Ford                                     | TMP 3                                    | STA 4                                    | STA 1                                    | WAT 1                                    | RIV 1*                                   | NHA 3                                    | MON 5                                    | STA 16                                   | TMP 13                                   | BRI 4                                    | RIV 1                                    | NHA 12                                   | STA 17                                   | TMP 3                                    |                                          |                                          |                                          | 1er                                      | 549                                      |
| 2014                                     | Eric Sanderson                           | 16                                       | Ford                                     | TMP 9                                    | STA 24                                   | STA 9                                    | WAT 6                                    | RIV 4                                    | NHA 5                                    | MON 2*                                   | STA 9                                    | TMP 4                                    | BRI 11                                   | NHA 12                                   | STA 1*                                   | TMP 1*                                   |                                          |                                          |                                          |                                          | 2e                                       | 489                                      |
| 2015                                     | Ed Partridge                             | 6                                        | Chevrolet                                | TMP 5                                    | STA 3*                                   | WAT 1*                                   | STA 1*                                   | TMP 7                                    | RIV 8                                    | NHA 6*                                   | MON 10                                   | STA 1*                                   | TMP 6                                    | BRI 1                                    | RIV 8                                    | NHA 19                                   | STA 2*                                   | TMP 7                                    |                                          |                                          | 2e                                       | 602                                      |
| 2016                                     | Ed Partridge                             | 6                                        | Chevrolet                                | TMP 2*                                   | STA 30                                   | WAT                                      | STA                                      | TMP 6                                    | RIV 23                                   | NHA 6                                    | MON                                      | STA                                      | TMP 5                                    | BRI 6                                    | RIV                                      | OSW                                      | SEE                                      | NHA                                      | STA                                      | TMP 2                                    | 24e                                      | 277                                      |
| 2017                                     | Ed Partridge                             | 6                                        | Chevrolet                                | MYR 4                                    | TMP 28                                   | STA 1                                    | LGY                                      | TMP 1*                                   | RIV 4                                    | NHA 2*                                   | STA 1                                    | TMP 1*                                   | BRI 5                                    | SEE 3                                    | OSW 1                                    | RIV 4                                    | NHA                                      | STA 2*                                   | TMP 26                                   |                                          | 6e                                       | 562                                      |
| 2018                                     | Ed Partridge                             | 6                                        | Chevrolet                                | MYR                                      | TMP 4                                    | STA 1*                                   | SEE 27                                   | TMP 4                                    | LGY 1*                                   | RIV 2                                    | NHA 28                                   | STA                                      | TMP 23                                   | BRI                                      | OSW 19                                   | RIV                                      |                                          |                                          | TMP 4                                    |                                          | 13e                                      | 381                                      |
| 2018                                     | Mike Curb                                | 77                                       | Chevrolet                                |                                          |                                          |                                          |                                          |                                          |                                          |                                          |                                          |                                          |                                          |                                          |                                          |                                          | NHA 5                                    | STA                                      |                                          |                                          | 13e                                      | 381                                      |
| 2019                                     | Ed Partridge                             | 6                                        | Chevrolet                                | MYR                                      | SBO                                      | TMP                                      | STA                                      | WAL                                      | SEE                                      | TMP 14                                   | RIV                                      | NHA 19                                   | STA                                      | TMP                                      | OSW                                      | RIV                                      | NHA                                      | STA                                      | TMP                                      |                                          | 49e                                      | 55                                       |
| 2020                                     | Ed Partridge                             | 6                                        | Chevrolet                                | JEN                                      | WMM                                      | WMM                                      | JEN                                      | MND                                      | TMP 19                                   | NHA                                      | STA                                      | TMP                                      |                                          |                                          |                                          |                                          |                                          |                                          |                                          |                                          | 43e                                      | 26                                       |
| 2021                                     | Ed Partridge                             | 6                                        | Chevrolet                                | MAR 12*                                  | STA 17                                   | RIV 23                                   | JEN                                      | OSW 2                                    | RIV                                      | NHA 1                                    | NRP                                      | STA 1*                                   | BEE                                      | OSW                                      | RCH 1*                                   | RIV                                      | STA                                      |                                          |                                          |                                          | 17e                                      | 268                                      |
| 2022                                     | Jan Boehler                              | 3                                        | Chevrolet                                | NSM 10                                   | RCH                                      | RIV                                      | LEE                                      | JEN                                      | MND                                      | RIV                                      | WAL                                      |                                          | CLM                                      |                                          | LGY                                      | OSW                                      | RIV                                      | TMP 17                                   | MAR 31                                   |                                          | 30e                                      | 151                                      |

#### Southern
| Résultats en NASCAR Whelen Southern Modified Tour | Résultats en NASCAR Whelen Southern Modified Tour | Résultats en NASCAR Whelen Southern Modified Tour | Résultats en NASCAR Whelen Southern Modified Tour | Résultats en NASCAR Whelen Southern Modified Tour | Résultats en NASCAR Whelen Southern Modified Tour | Résultats en NASCAR Whelen Southern Modified Tour | Résultats en NASCAR Whelen Southern Modified Tour | Résultats en NASCAR Whelen Southern Modified Tour | Résultats en NASCAR Whelen Southern Modified Tour | Résultats en NASCAR Whelen Southern Modified Tour | Résultats en NASCAR Whelen Southern Modified Tour | Résultats en NASCAR Whelen Southern Modified Tour | Résultats en NASCAR Whelen Southern Modified Tour | Résultats en NASCAR Whelen Southern Modified Tour | Résultats en NASCAR Whelen Southern Modified Tour | Résultats en NASCAR Whelen Southern Modified Tour | Résultats en NASCAR Whelen Southern Modified Tour | Résultats en NASCAR Whelen Southern Modified Tour | Résultats en NASCAR Whelen Southern Modified Tour |
| ------------------------------------------------- | ------------------------------------------------- | ------------------------------------------------- | ------------------------------------------------- | ------------------------------------------------- | ------------------------------------------------- | ------------------------------------------------- | ------------------------------------------------- | ------------------------------------------------- | ------------------------------------------------- | ------------------------------------------------- | ------------------------------------------------- | ------------------------------------------------- | ------------------------------------------------- | ------------------------------------------------- | ------------------------------------------------- | ------------------------------------------------- | ------------------------------------------------- | ------------------------------------------------- | ------------------------------------------------- |
| Année                                             | Équipe                                            | No.                                               | Constructeur                                      | 1                                                 | 2                                                 | 3                                                 | 4                                                 | 5                                                 | 6                                                 | 7                                                 | 8                                                 | 9                                                 | 10                                                | 11                                                | 12                                                | 13                                                | 14                                                | Clas.                                             | Pts                                               |
| 2007                                              | Jeff Preece                                       | 40                                                | Chevrolet                                         | CRW 5                                             | FAI                                               | GRE                                               | CRW                                               | CRW                                               | BGS                                               | MAR                                               | ACE                                               | CRW                                               | SNM                                               | CRW                                               | CRW                                               |                                                   |                                                   | 38e                                               | 155                                               |
| 2012                                              | Jodie Preece                                      | 41                                                | Chevrolet                                         | CRW                                               | CRW                                               | SBO                                               | CRW                                               | CRW                                               | BGS 11                                            | BRI                                               | LGY                                               | THO                                               | CRW                                               | CLT 2                                             |                                                   |                                                   |                                                   | 27e                                               | 75                                                |
| 2013                                              | Jodie Preece                                      | 41                                                | Chevrolet                                         | CRW                                               | SNM 2*                                            | SBO                                               | CRW                                               | CRW                                               | BGS 1**                                           | BRI                                               | LGY                                               | CRW                                               | CRW                                               | SNM                                               | CLT 15*                                           |                                                   |                                                   | 20e                                               | 123                                               |
| 2014                                              | Jodie Preece                                      | 41                                                | Chevrolet                                         | CRW                                               | SNM                                               | SBO                                               | LGY 5                                             | CRW                                               | BGS                                               | BRI                                               | LGY 9*                                            | CRW                                               | SBO                                               | SNM                                               | CRW                                               | CRW                                               |                                                   | 22e                                               | 102                                               |
| 2014                                              | Mike Curb                                         | 98                                                | Chevrolet                                         |                                                   |                                                   |                                                   |                                                   |                                                   |                                                   |                                                   |                                                   |                                                   |                                                   |                                                   |                                                   |                                                   | CLT 20                                            | 22e                                               | 102                                               |
| 2015                                              | Ed Partridge                                      | 6                                                 | Chevrolet                                         | CRW 14                                            | CRW 3                                             |                                                   |                                                   |                                                   | BGS 2                                             | BRI                                               | LGY                                               | SBO                                               |                                                   |                                                   |                                                   |                                                   |                                                   | 13e                                               | 206                                               |
| 2015                                              | Mike Curb                                         | 98                                                | Chevrolet                                         |                                                   |                                                   | SBO 1*                                            | LGY                                               | CRW                                               |                                                   |                                                   |                                                   |                                                   | CLT 2                                             |                                                   |                                                   |                                                   |                                                   | 13e                                               | 206                                               |
| 2016                                              | Ed Partridge                                      | 6                                                 | Chevrolet                                         | CRW                                               | CON 12*                                           | SBO                                               | CRW                                               | CRW                                               | BGS                                               | BRI                                               | ECA                                               | SBO                                               | CRW                                               |                                                   |                                                   |                                                   |                                                   | 18e                                               | 81                                                |

### K&N Pro Series
| Légende  | Légende |
| -------- | --- |
| Gras     | Pole position décernée en fonction du temps réalisé en qualification.                                                                     |
| Italique | Pole position décernée en fonction des points au classement ou des temps aux essais.                                                      |
| *        | Plus grand nombre de tours menés. |
| 01       | Aucun point de championnat car inéligible pour le titre lors de cette saison (le pilote concourt pour le titre dans une autre catégorie). |
| DNQ      | Ne s'est pas qualifié. |

#### East
| Résultats en NASCAR K&N Pro Series East | Résultats en NASCAR K&N Pro Series East | Résultats en NASCAR K&N Pro Series East | Résultats en NASCAR K&N Pro Series East | Résultats en NASCAR K&N Pro Series East | Résultats en NASCAR K&N Pro Series East | Résultats en NASCAR K&N Pro Series East | Résultats en NASCAR K&N Pro Series East | Résultats en NASCAR K&N Pro Series East | Résultats en NASCAR K&N Pro Series East | Résultats en NASCAR K&N Pro Series East | Résultats en NASCAR K&N Pro Series East | Résultats en NASCAR K&N Pro Series East | Résultats en NASCAR K&N Pro Series East | Résultats en NASCAR K&N Pro Series East | Résultats en NASCAR K&N Pro Series East | Résultats en NASCAR K&N Pro Series East | Résultats en NASCAR K&N Pro Series East | Résultats en NASCAR K&N Pro Series East | Résultats en NASCAR K&N Pro Series East |
| --------------------------------------- | --------------------------------------- | --------------------------------------- | --------------------------------------- | --------------------------------------- | --------------------------------------- | --------------------------------------- | --------------------------------------- | --------------------------------------- | --------------------------------------- | --------------------------------------- | --------------------------------------- | --------------------------------------- | --------------------------------------- | --------------------------------------- | --------------------------------------- | --------------------------------------- | --------------------------------------- | --------------------------------------- | --------------------------------------- |
| Année                                   | Équipe                                  | No.                                     | Constructeur                            | 1                                       | 2                                       | 3                                       | 4                                       | 5                                       | 6                                       | 7                                       | 8                                       | 9                                       | 10                                      | 11                                      | 12                                      | 13                                      | 14                                      | Clas.                                   | Pts                                     |
| 2008                                    | Maxie Bush                              | 28                                      | Ford                                    | GRE                                     | IOW DNQ                                 | SBO                                     | GLN                                     | NHA                                     | THO                                     | FAI                                     | ADI                                     | LIM                                     | MFD                                     | NHA                                     | DOV                                     | STA                                     |                                         | NC                                      | 0                                       |
| 2015                                    | Ranier Racing with MDM                  | 41                                      | Chevrolet                               | NSM                                     | GRE                                     | BRI                                     | IOW                                     | BGS                                     | LGY                                     | COL                                     | NHA                                     | IOW                                     | GLN                                     | MOT                                     | VIR                                     | RCH 14                                  | DOV                                     | 51e                                     | 30                                      |
| 2016                                    | Marsh Racing                            | 31                                      | Chevrolet                               | NSM 7                                   | MOB                                     | GRE                                     | BRI                                     | VIR                                     | DOM                                     | STA                                     | COL                                     | NHA 9                                   | IOW                                     | GLN                                     | GRE                                     | NJM                                     | DOV                                     | 36e                                     | 72                                      |
| 2017                                    | Marsh Racing                            | 31                                      | Chevrolet                               | NSM                                     | GRE                                     | BRI                                     | SBO                                     | SBO                                     | MEM                                     | BLN                                     | TMP 6                                   | NHA                                     | IOW                                     | GLN                                     | LGY                                     | NJM                                     | DOV                                     | 46e                                     | 38                                      |

#### West
| Résultats en NASCAR K&N Pro Series East | Résultats en NASCAR K&N Pro Series East | Résultats en NASCAR K&N Pro Series East | Résultats en NASCAR K&N Pro Series East | Résultats en NASCAR K&N Pro Series East | Résultats en NASCAR K&N Pro Series East | Résultats en NASCAR K&N Pro Series East | Résultats en NASCAR K&N Pro Series East | Résultats en NASCAR K&N Pro Series East | Résultats en NASCAR K&N Pro Series East | Résultats en NASCAR K&N Pro Series East | Résultats en NASCAR K&N Pro Series East | Résultats en NASCAR K&N Pro Series East | Résultats en NASCAR K&N Pro Series East | Résultats en NASCAR K&N Pro Series East | Résultats en NASCAR K&N Pro Series East | Résultats en NASCAR K&N Pro Series East | Résultats en NASCAR K&N Pro Series East | Résultats en NASCAR K&N Pro Series East | Résultats en NASCAR K&N Pro Series East |
| --------------------------------------- | --------------------------------------- | --------------------------------------- | --------------------------------------- | --------------------------------------- | --------------------------------------- | --------------------------------------- | --------------------------------------- | --------------------------------------- | --------------------------------------- | --------------------------------------- | --------------------------------------- | --------------------------------------- | --------------------------------------- | --------------------------------------- | --------------------------------------- | --------------------------------------- | --------------------------------------- | --------------------------------------- | --------------------------------------- |
| Année                                   | Équipe                                  | No.                                     | Constructeur                            | 1                                       | 2                                       | 3                                       | 4                                       | 5                                       | 6                                       | 7                                       | 8                                       | 9                                       | 10                                      | 11                                      | 12                                      | 13                                      | 14                                      | Clas.                                   | Pts                                     |
| 2008                                    | Maxie Bush                              | 28                                      | Ford                                    | AAS                                     | PHO                                     | CTS                                     | IOW DNQ                                 | CNS                                     | SON                                     | IRW                                     | DCS                                     | EVG                                     | MMP                                     | IRW                                     | AMP                                     | AAS                                     |                                         | NC                                      | 0                                       |
| 2019                                    | Jefferson Pitts Racing                  | 47                                      | Chevrolet                               | LVS                                     | IRW                                     | TUS                                     | TUS                                     | CNS                                     | SON 20*                                 | DCS                                     | IOW                                     | EVG                                     | GTW                                     | MER                                     | AAS                                     | KCR                                     | PHO                                     | 59e                                     | 26                                      |

### ARCA Menards Series West
| Légende  | Légende |
| -------- | --- |
| Gras     | Pole position décernée en fonction du temps réalisé en qualification.                                                                     |
| Italique | Pole position décernée en fonction des points au classement ou des temps aux essais.                                                      |
| *        | Plus grand nombre de tours menés. |
| 01       | Aucun point de championnat car inéligible pour le titre lors de cette saison (le pilote concourt pour le titre dans une autre catégorie). |
| DNQ      | Ne s'est pas qualifié. |
| Résultats en ARCA Menards Series West | Résultats en ARCA Menards Series West | Résultats en ARCA Menards Series West | Résultats en ARCA Menards Series West | Résultats en ARCA Menards Series West | Résultats en ARCA Menards Series West | Résultats en ARCA Menards Series West | Résultats en ARCA Menards Series West | Résultats en ARCA Menards Series West | Résultats en ARCA Menards Series West | Résultats en ARCA Menards Series West | Résultats en ARCA Menards Series West | Résultats en ARCA Menards Series West | Résultats en ARCA Menards Series West | Résultats en ARCA Menards Series West | Résultats en ARCA Menards Series West | Résultats en ARCA Menards Series West | Résultats en ARCA Menards Series West | Résultats en ARCA Menards Series West | Résultats en ARCA Menards Series West |
| ------------------------------------- | ------------------------------------- | ------------------------------------- | ------------------------------------- | ------------------------------------- | ------------------------------------- | ------------------------------------- | ------------------------------------- | ------------------------------------- | ------------------------------------- | ------------------------------------- | ------------------------------------- | ------------------------------------- | ------------------------------------- | ------------------------------------- | ------------------------------------- | ------------------------------------- | ------------------------------------- | ------------------------------------- | ------------------------------------- |
| Année                                 | Équipe                                | No.                                   | Constructeur                          | 1                                     | 2                                     | 3                                     | 4                                     | 5                                     | 6                                     | 7                                     | 8                                     | 9                                     | 10                                    | 11                                    | 12                                    | 13                                    | 14                                    | Clas.                                 | Pts                                   |
| 2008                                  | Maxie Bush                            | 28                                    | Ford                                  | AAS                                   | PHO                                   | CTS                                   | IOW DNQ                               | CNS                                   | SON                                   | IRW                                   | DCS                                   | EVG                                   | MMP                                   | IRW                                   | AMP                                   | AAS                                   |                                       | N/A                                   | 0                                     |
| 2019                                  | Jefferson Pitts Racing                | 47                                    | Chevrolet                             | LVS                                   | IRW                                   | TUS                                   | TUS                                   | CNS                                   | SON 20*                               | DCS                                   | IOW                                   | EVG                                   | GTW                                   | MER                                   | AAS                                   | KCR                                   | PHO                                   | 59e                                   | 26                                    |
| 2023                                  | Stewart-Haas Racing                   | 9                                     | Ford                                  | PHO                                   | IRW                                   | KCR                                   | PIR                                   | SON 1*                                | IRW                                   | SHA                                   | EVG                                   | AAS                                   | LVS                                   | MAD                                   | PHO                                   |                                       |                                       | 36e                                   | 49                                    |

### Superstar Racing Experience
| Légende  | Légende |
| -------- | --- |
| Gras     | Pole position décernée en fonction du temps réalisé en qualification.                                                                     |
| Italique | Pole position décernée en fonction des points au classement ou des temps aux essais.                                                      |
| *        | Plus grand nombre de tours menés. |
| 01       | Aucun point de championnat car inéligible pour le titre lors de cette saison (le pilote concourt pour le titre dans une autre catégorie). |
| DNQ      | Ne s'est pas qualifié. |
| Résultats en Superstar Racing Experience (en) | Résultats en Superstar Racing Experience (en) | Résultats en Superstar Racing Experience (en) | Résultats en Superstar Racing Experience (en) | Résultats en Superstar Racing Experience (en) | Résultats en Superstar Racing Experience (en) | Résultats en Superstar Racing Experience (en) | Résultats en Superstar Racing Experience (en) | Résultats en Superstar Racing Experience (en) | Résultats en Superstar Racing Experience (en) |
| --------------------------------------------- | --------------------------------------------- | --------------------------------------------- | --------------------------------------------- | --------------------------------------------- | --------------------------------------------- | --------------------------------------------- | --------------------------------------------- | --------------------------------------------- | --------------------------------------------- |
| Saison                                        | No.                                           | 1                                             | 2                                             | 3                                             | 4                                             | 5                                             | 6                                             | Clas.                                         | Pts                                           |
| 2023                                          | 41                                            | STA                                           | STA II 13*                                    | MMS                                           | BER                                           | ELD                                           | IRP                                           | 27e                                           | 01                                            |

## Vie privée
Preece, né à Berlin dans le Connecticut, est le plus jeune des trois enfants de Jeff et jodie Preece. Diplômé en 2009 de la Xavier High School (en) en 2009, il se marie avec Heather DesRochers en 2017. Leur fille, Rebecca Marie, voit le jour le 7 août 2023.
Son épouse, également pilote de course, a participé aux sélections Drive for Diversity (en) de la NASCAR en 2009 et en 2010 tentant en vain de devenir l'une des conductrices sélectionnées pour participer au programme D4D. Ryan et Heather se sont rencontrés au Stafford Motor Speedway en 2009. Ils étaient concurrents dans le championnat de la SK Modified Series en 2011, remporté par Preece et où DesRochers fut désignée meilleur pilote débutant de la saison.

## Identité visuelle

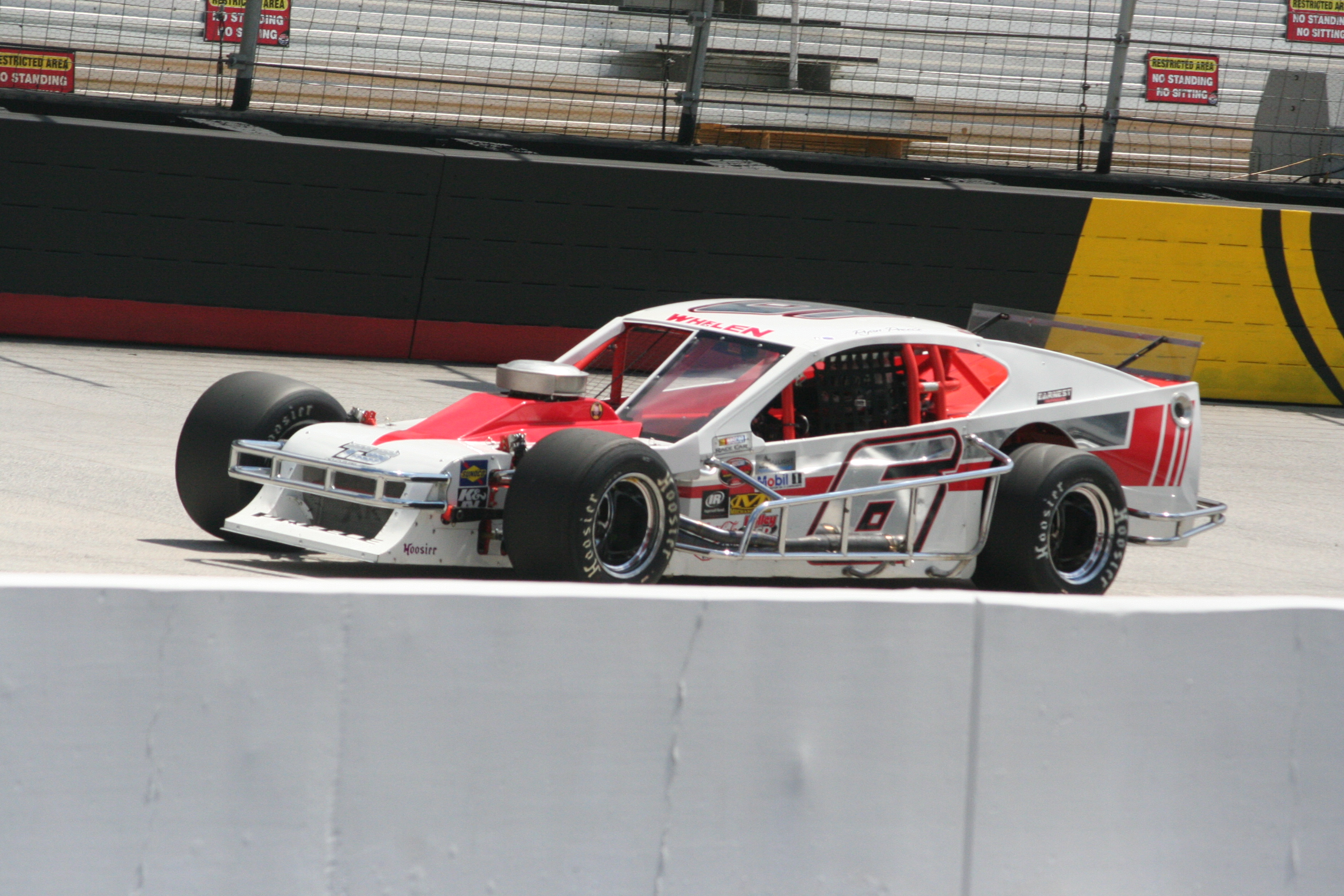
Preece en NASCAR Wheelen Modified Tour (Août 2015)
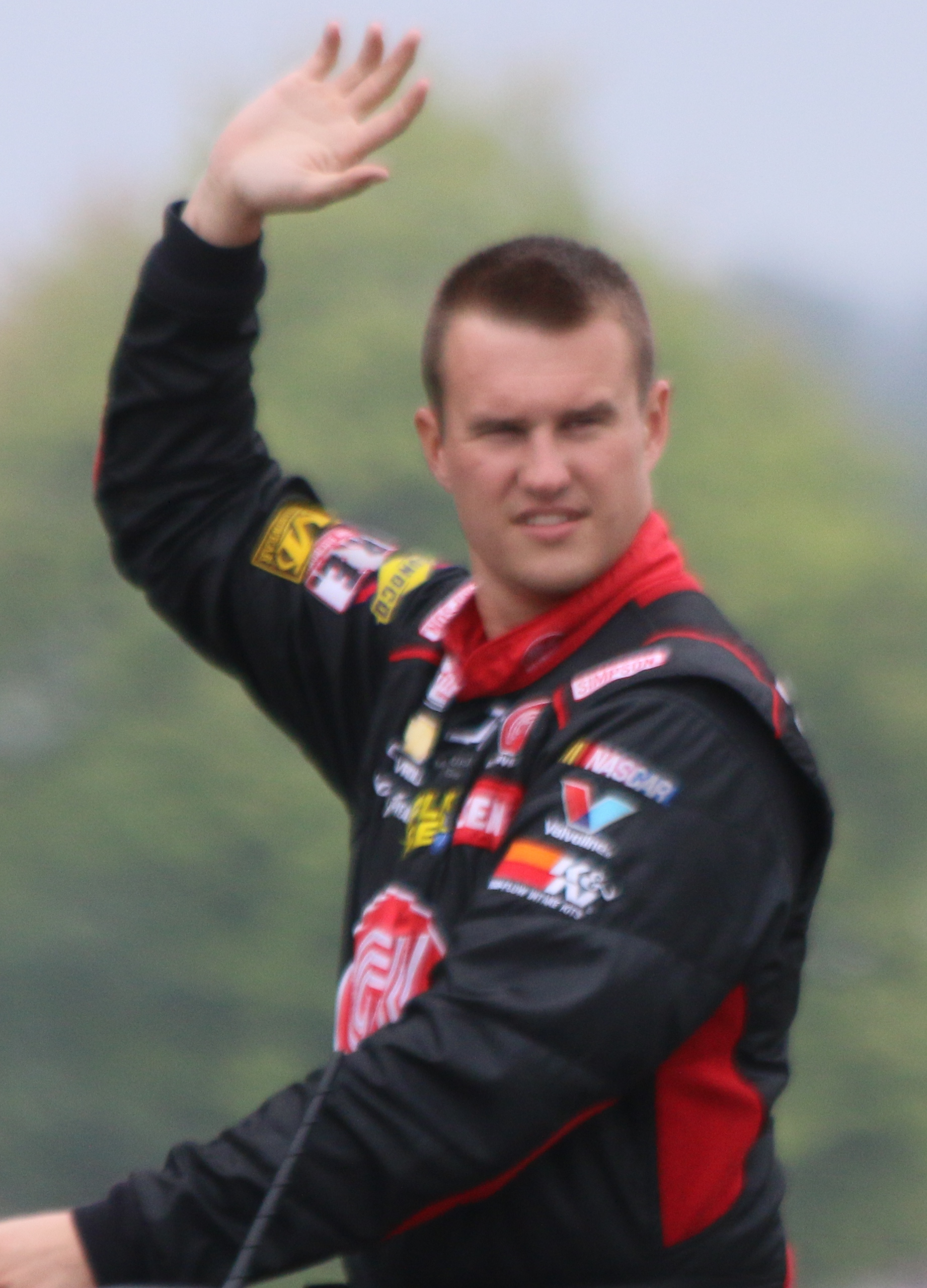
Au Road America en 2016.
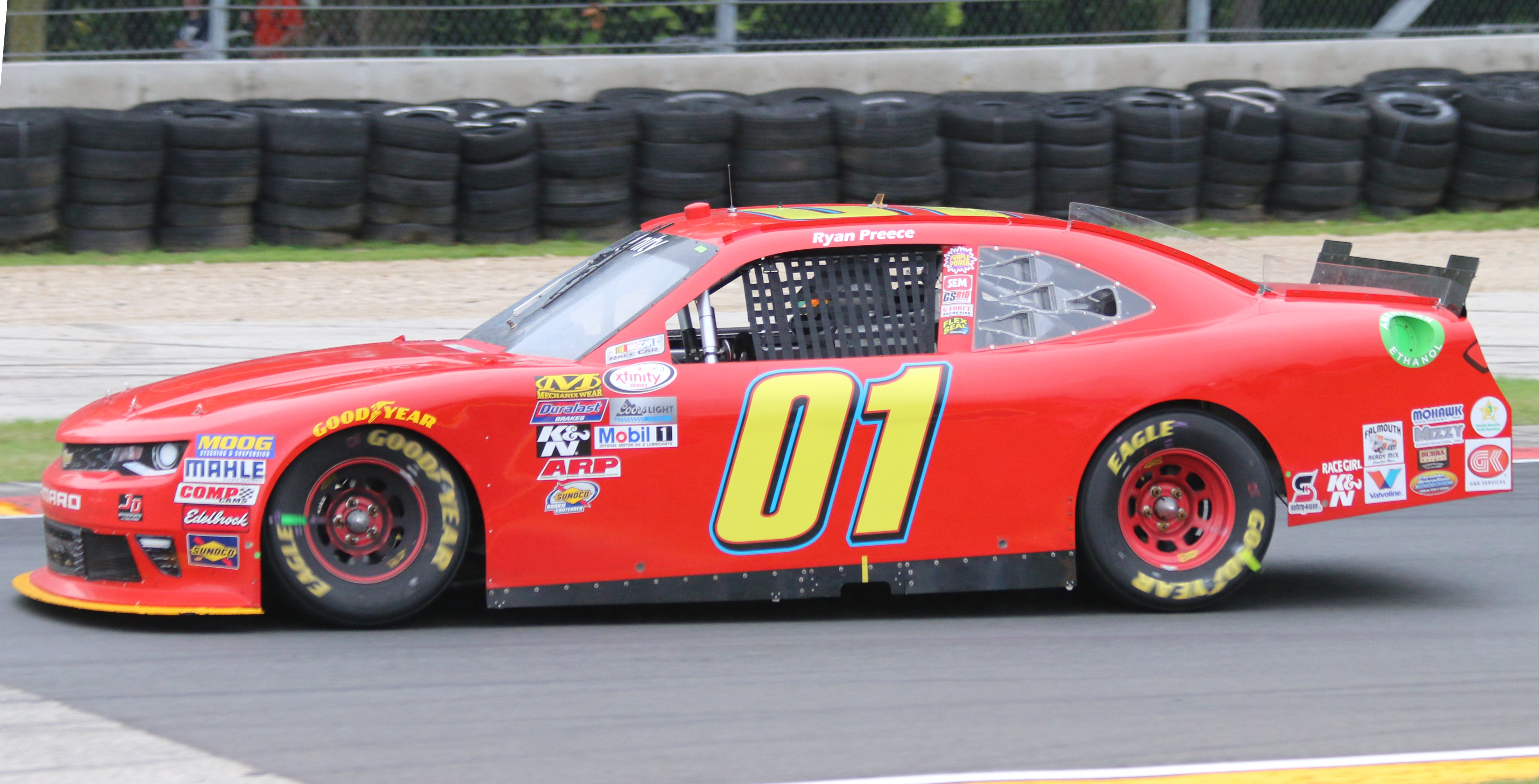
Sa voiture n°1 en 2016 au Road America.
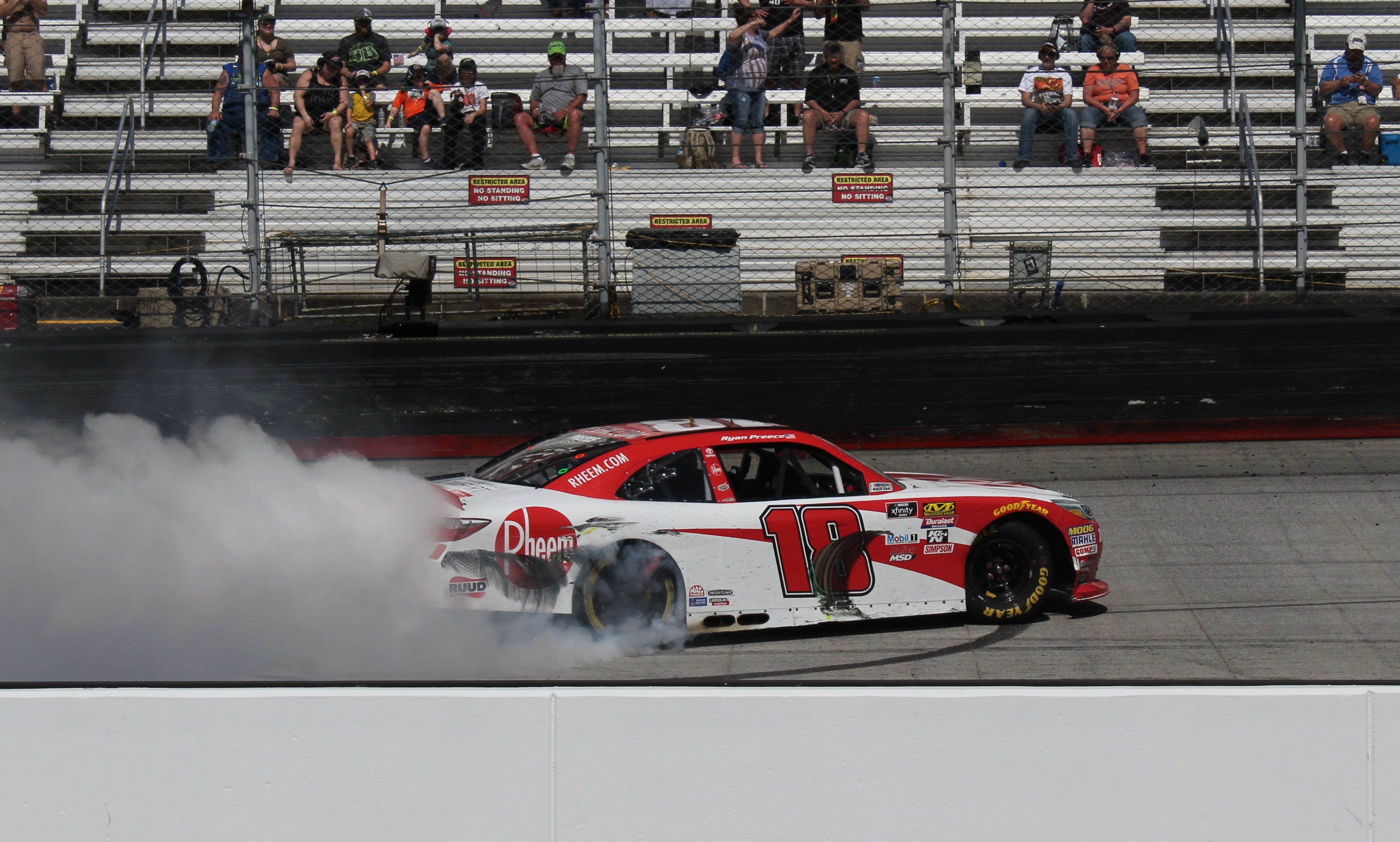
Ryan Preece effectuant un burnout après sa victoire au Fitzgerald Glider Kits 300 sur le Bristol Motor Speedway en 2018.
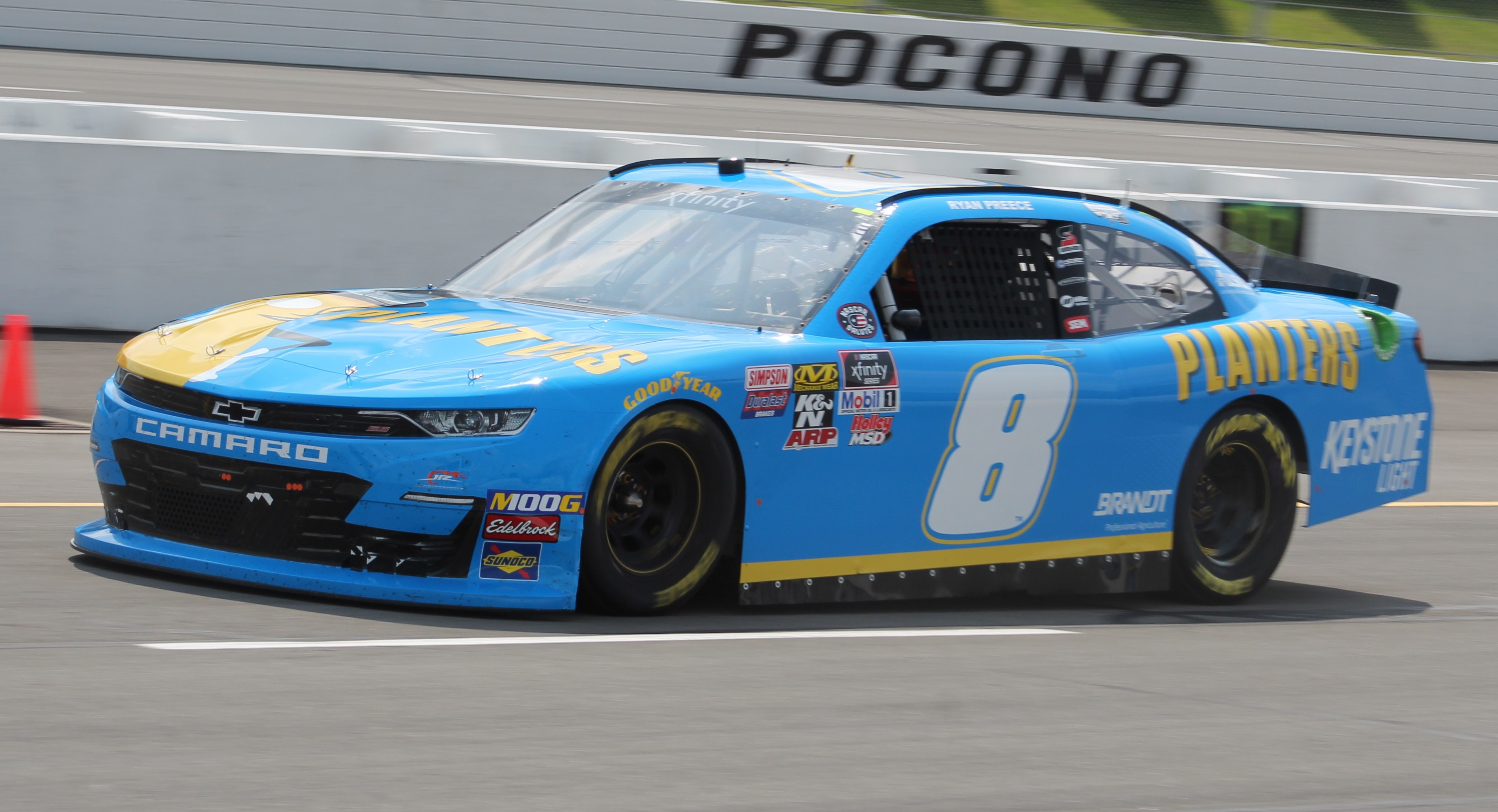
Lors du Pocono 400 de 2019.
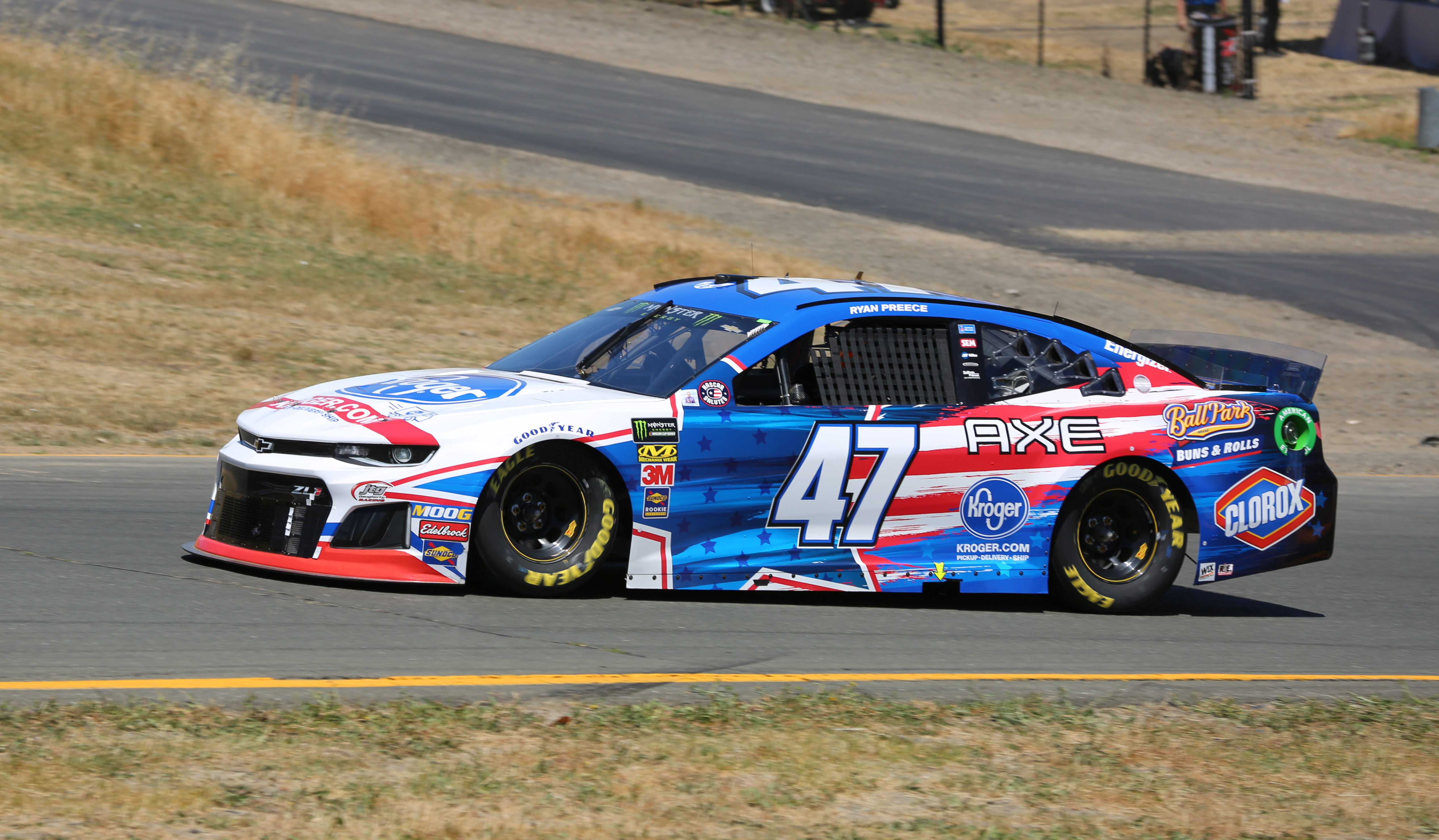
A bord de la Chevrolet n°47 au Sonoma Raceway en 2019.

## Référence
1. ↑  (en-US) Robert Yeager, « Ryan Preece - Net Worth, Salary, Age, Height, Weight, Bio, Family, Career », sur Popular Networth, 16 avril 2023 (consulté le 14 mai 2023).
2. ↑  (en-US) « 41 Ryan Preece », 2023 (consulté le 14 mai 2023).
3. ↑  (en-US) « Stewart-Haas Racing promotes Preece to full-time Cup ride in No. 41 Ford », 16 novembre 2022 (consulté le 14 mai 2023).
4. ↑  (en-US) Shawn Courchesne, « Ryan Preece Readying For K&N Pro Series East Debut At Richmond International Raceway », sur RaceDayCT.com, 28 août 2015 (consulté le 14 mai 2023).
5. ↑  (en-US) « Ryan Preece/Results/NASCAR K&N Pro Series West/2019 - The Third Turn », sur thethirdturn.com (consulté le 14 mai 2023).
6. 1 2  (en-US) Jason Remillard, « Ryan Preece sweeps NASCAR Whelen Modified Tour season races at Riverhead Raceway », sur masslive, 15 septembre 2013 (consulté le 14 mai 2023).
7. ↑  (en-US) « 2009 NASCAR Whelen Modified Tour Central - The Third Turn », sur thethirdturn.com (consulté le 14 mai 2023).
8. ↑  (en) « 2012 NASCAR Whelen Modified Tour Central - The Third Turn », sur thethirdturn.com (consulté le 14 mai 2023)
9. ↑  (en-GB) Speedway Digest Staff, « NASCAR Whelen Southern Modified Tour to End Season at Charlotte », sur www.speedwaydigest.com, 8 octobre 2013 (consulté le 14 mai 2023).
10. 1 2 3  (en-US) « Driver », sur Racing-Reference (consulté le 21 juillet 2025).
11. ↑  (en-US) « Standings », sur Racing-Reference (consulté le 21 juillet 2025).
12. 1 2 3  (en-US) Hartford Courant, « Mike Anthony: Ryan Preece’s road to top of NASCAR paved at Connecticut short tracks like Thompson », sur Hartford Courant, 8 juin 2019 (consulté le 30 novembre 2023).
13. ↑  (en-US) « Ryan Preece », sur Playerswiki (consulté le 30 novembre 2023).
14. ↑  (en-US) Steve Samra, « Ryan Preece and wife Heather reveal major family news », sur On3, 9 août 2023 (consulté le 30 novembre 2023).
15. ↑  (en-US) « Granby's Heather DesRochers Chosen for NASCAR Drive for Diversity Combine », sur Rev Racing, 11 octobre 2009 (consulté le 30 novembre 2023).
16. ↑  (en) Jason Remillard, « Granby's Heather DesRochers earns a second chance to compete at NASCAR Drive for Diversity Combine », sur masslive, 1er octobre 2010 (consulté le 30 novembre 2023).